# Pietro Pfanner
Pietro Pfanner (Lucca, 1864 – Lucca, 1935) è stato un medico e politico italiano.

## Biografia
Figlio di Felix Pfanner (1818-1892), austriaco di origini bavaresi, e di Isabella del Greco, studiò medicina all'università di Firenze e si distinse come medico chirurgo. Nel 1910 ricevette un'onorificenza del Ministero degli Interni per il suo soccorso alla popolazione di Messina in seguito al terremoto del 1908 e all'epidemia di colera; mentre per il servizio medico prestato durante la prima guerra mondiale fu insignito della medaglia d'argento.
Fu primario di chirurgia dell'ospedale di Lucca dal 1918. Il suo ambulatorio presso la propria residenza a palazzo Pfanner fu uno dei più frequentati della città: tra le molte personalità che vi si recavano, di qualsiasi ceto sociale, vi fu anche il compositore Giacomo Puccini, del quale Pfanner divenne medico personale.
Fu eletto sindaco di Lucca il 17 novembre 1920, rimanendo in carica fino all'aprile 1922; in questo periodo si impegnò nel dotare la città di una rete fognaria efficiente e fece iniziare i lavori del nuovo acquedotto.
Si occupò anche di studi storici ed eruditi. Venne nominato commendatore della Corona d'Italia nel 1931 e fu insignito da papa Pio XI della commenda dell'ordine di San Gregorio Magno. Morì nel 1935 e per commemorarlo il Comune gli intitolò la via dell'ospedale civile.